# Acristatherium
Acristatherium – rodzaj ssaka żyjącego we wczesnej kredzie na obecnych terenach Azji. Został opisany w 2010 roku przez Hu Yaominga i współpracowników w oparciu o niekompletną czaszkę (IVPP V15004) pochodzącą z osadów formacji Yixian datowanych na około 123 mln lat. Jej długość od czubka kości przysiecznej do kłykcia potylicznego wynosi około 25 mm. Wzór zębowy Acristatherium yanensis to 4153/3153. Acristatherium wykazuje kilka cech czaszki i uzębienia wczesnokredowych przedstawicieli Eutheria nieznanych wcześniej w zapisie kopalnym ssaków żyworodnych, takich jak przypuszczalne pozostałości po septomaxilla. Jeśli identyfikacja tego elementu jest poprawna, byłby to pierwszy znany ssak żyworodny mający septomaxilla. Osady, z których pochodzi holotyp Acristatherium datuje się na około 123 mln lat – w podobnym wieku są skały, w których odnaleziono szczątki Eomaia, najstarszego znanego przedstawiciela Eutheria. Według analizy filogenetycznej przeprowadzonej przez Hu i współpracowników Acristatherium jest najbardziej bazalnym znanym taksonem należącym do Eutheria. Jego uzębienie jest prymitywne i bardziej przypomina to u ssaka niższego Sinodelphys niż u Eomaia. Znaczące różnice pomiędzy Acristatherium a Eomaia dowodzą dużego zróżnicowania Eutheria przed około 125 mln lat.
Nazwa gatunku typowego rodzaju Acristatherium, A. yanensis, pochodzi od słów acrista („bezgrzebieniowy”) – w odniesieniu do braku grzebienia strzałkowego – therion („bestia”) oraz yan – odnoszącego się do Yanzigou, miejsca odnalezienia holotypu.